# لیتکارینو
شهر لیتکارینو (به روسی: Лыткарино) در کشور روسیه و در اوبلاست مسکو واقع شده‌است.